# مايك إدم
مايك إدم هو لاعب كرة قدم كندية كندي، ولد في 11 يوليو 1989 في لاغوس في نيجيريا.